# Tearoom-tango
Tearoom-tango is een single van Wim Sonneveld. Hij is bekender onder de subtitel Je hebt me belazerd.
Sonneveld had de tekst speciaal bij liedjesschrijver Michel van der Plas besteld met de opmerking dat in de tekst "belazerd" en "bedonderd" moesten voorkomen. Van der Plas hield zich aan de opdracht en kwam met een lied over de afloop van een relatie. De muziek werd geleverd door Harry Bannink. Sonneveld beet zich stuk op de tekst, want hij zou en moest de juiste intonatie en stemvoering vinden. Dat laatste is terug te vinden in de geaffecteerde manier van zingen en spreken. Het lied kwam uit zijn voorstelling Een avond met Wim Sonneveld, waarvan ook een elpee en ep verschenen. In datzelfde programma zaten ook Nikkelen Nelis, Margootje en Gerrit. Gerrit is de B-kant van de single Tearoom-tango, een lied over een vermoorde rivaal van de zanger in zijn liefde voor Sjoukje, geschreven door Sonnevelds partner Friso Wiegersma onder diens pseudoniem Hugo Verhagen met Bannink.
Sonneveld werd begeleid door pianist Harry Bannink, basgitarist Cees Rosbergen, gitarist Jan Blok en drummer Joop Korzelius.

## Hitlijsten
Het liedje haalde twee weken de Parool Top 20 (plaatsen 18 en 20). In de Nederlandse Top 40 stond het twaalf weken met een hoogste notering op plaats 10. Het lied haalde twee keer (gegevens 2017) de Radio 2 Top 2000.

### NPO Radio 2 Top 2000
| Nummer met noteringen in de NPO Radio 2 Top 2000 | '01  | '02  |
| ------------------------------------------------ | ---- | ---- |
| Tearoom-tango                                    | 1437 | 1779 |

1. ↑  Een vetgedrukt getal geeft de hoogste notering aan.
2. ↑  2001 was het eerste jaar met een notering voor dit nummer.
3. ↑  Deze tabel is bijgewerkt tot en met de laatste editie (2024).